# Султан Сеид-хан
Султан Сеид-хан (умер в 1866) — 18-й хан Кокандского ханства в 1863—1866 годах (с перерывами), известный также как Мухаммед-Султан-хан.

## Биография
Происходил из династии Мингов. Сын Малла-хана. Точная дата рождения неизвестна. В 1862 году после свержения и убийства отца его спас военачальник кыргыз-кыпчаков Алымкул.
В 1863 году оказался в Оше на попечении Алымкула, который поднял восстание против Худояр-хана. Помощь Худояру оказал бухарский эмир Музаффар. Вскоре Алымкул занял Ташкент, а затем Коканд. Ханом был поставлен Султан Сеида, принявший имя Мухаммед-Султан-хан.
Фактическая власть принадлежала Алымкулу. В это время продолжали обостряться отношения с Российской империей, что привело к открытой войне. В 1865 году в битве за Ташкент погиб Алымкул. Вскоре Султан Сеид был свергнут, но он спасся. Началось наступление Худояра, желавшего вернуть себе власть. Через 1,5 недели Султан Сеид сверг Билл Бахчи-хана. Впрочем, пришлось бороться против Худояра и русских войск. В конце концов 1866 года в результате заговора Султан Сеид был убит, а ханом стал Худояр.